# Église Saint-Cybard de Porcheresse
L'église Saint-Cybard est une église catholique située à Blanzac-Porcheresse, en France.

## Localisation
L'église Saint-Cybard est située dans l'ancienne commune de Porcheresse, dont elle était l'église paroissiale. Elle se dresse, solitaire, au sommet d'une colline, d'où l'on domine Cressac-Saint-Genis. Le cimetière lui est accolé au nord. Son entrée est à l'ouest.

## Historique
De style roman, elle a été construite à la fin du XIe siècle, et elle était le siège d'une vicairie perpétuelle dépendant de l'abbaye de Baignes.
L'évêque Adémar d'Angoulême donne cette église à l'abbaye entre 1088 et 1098 ; elle passe au chapitre de Blanzac avant 1232.
L'édifice est classé monument historique depuis 1913.

## Mobilier
La cloche date de 1596. Elle est gravée « I.H.S. M.A. HEC OPUS INTACTUM SERVA DEUS. ALMA GENE VIRGO ET TIBI SACRATUM SANCTE CYBARDE PUTA D.D. AB. I.A.1596. PTILLE ARRNOI IDOC. ». Elle est classée monument historique au titre objet depuis 1943.
Un tableau du XVIIe siècle représentant le Repas pendant la fuite en Égypte est aussi inscrit monument historique au titre objet depuis 2004.

## Architecture
L'église est de grande simplicité, avec un clocher orné sur ses faces latérales de deux arcades dont les cintres atteignent la hauteur des combles. Elle est de simple vaisseau, nef à trois travées dont la dernière est plus petite, qui sont voûtées d'un berceau plein cintre. L'abside est en hémicycle voûtée en cul-de-four. Le clocher est carré. La façade est surmontée d'un fronton triangulaire.

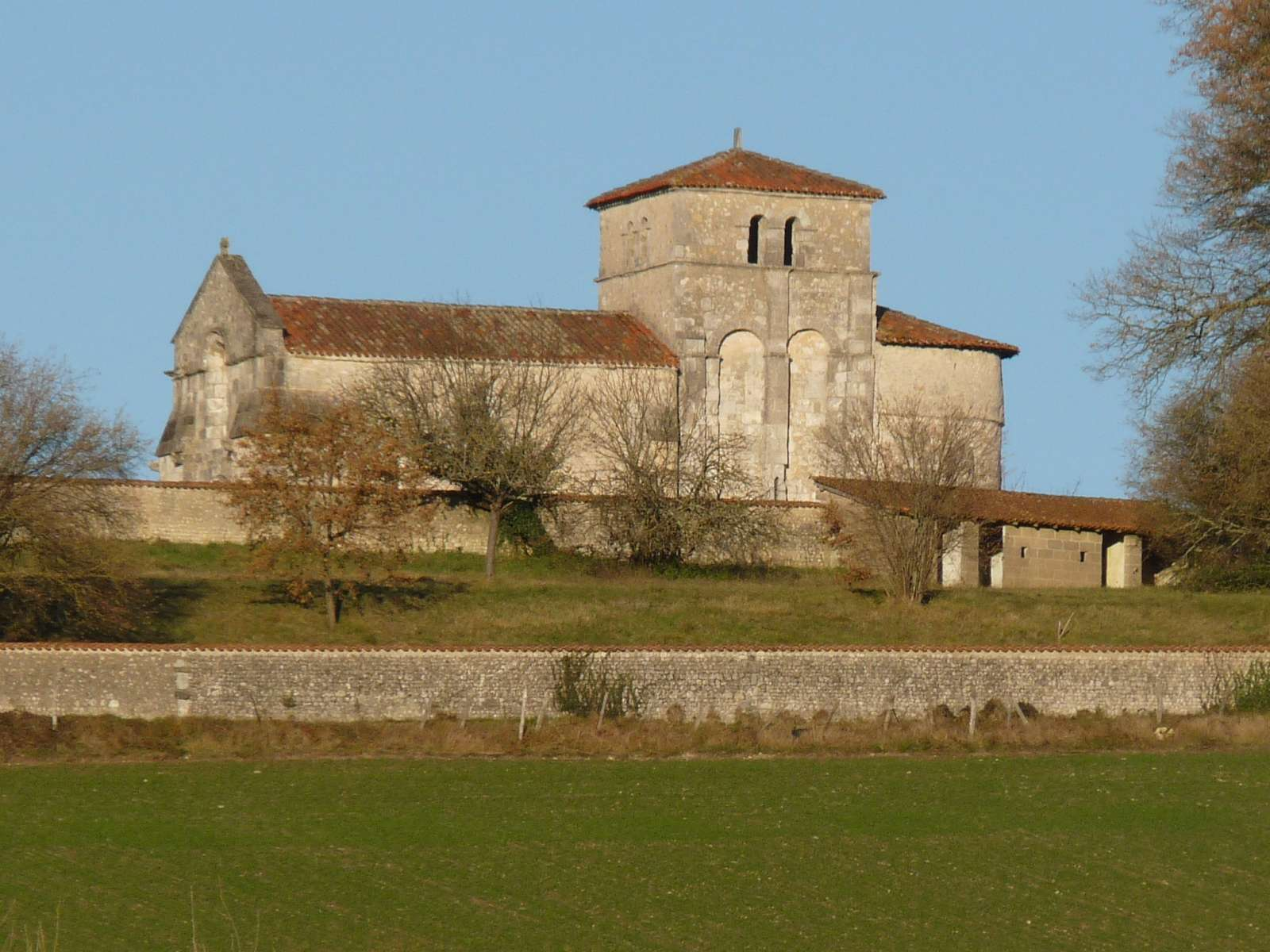
Vue du sud.
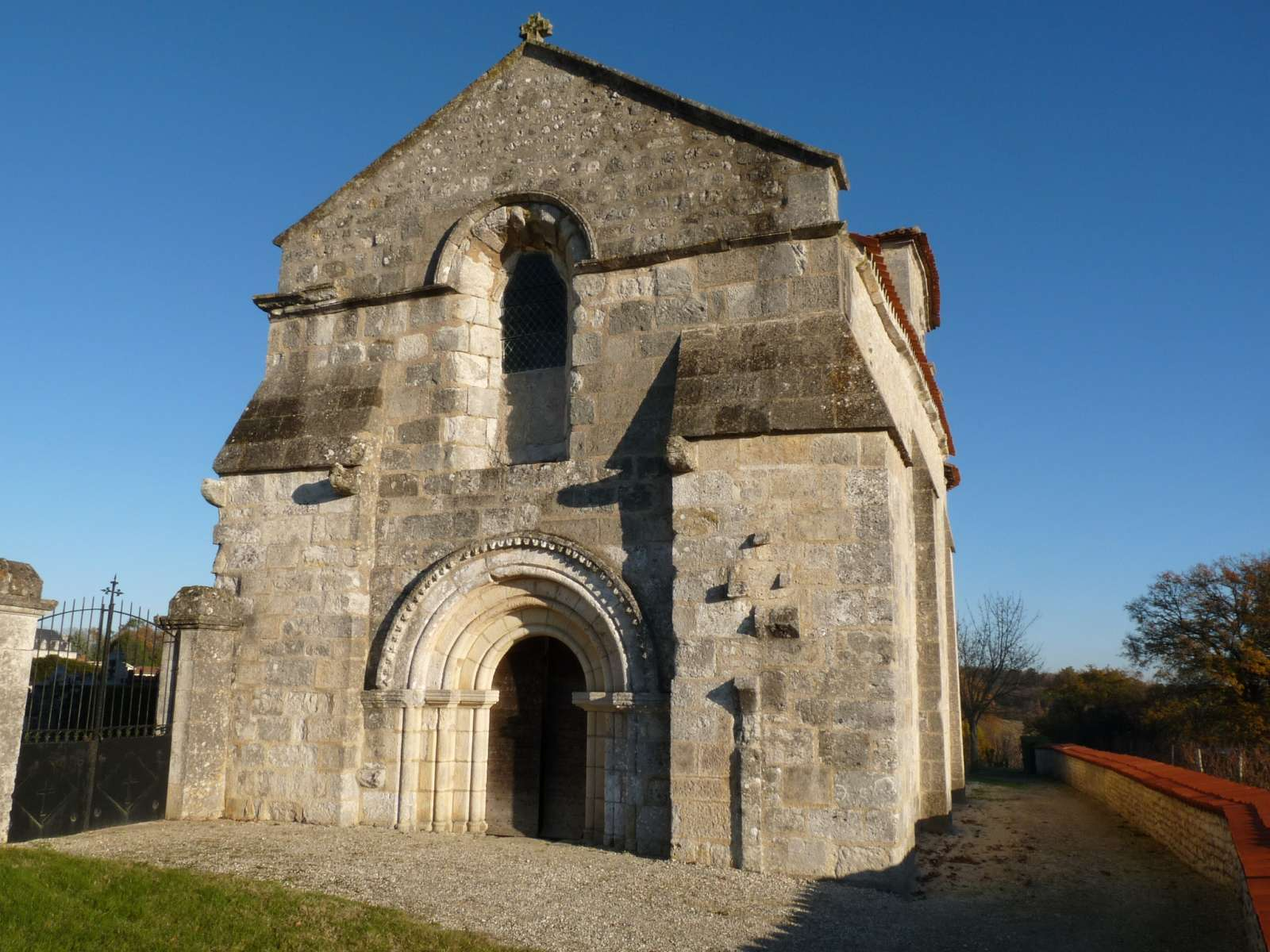
La façade.
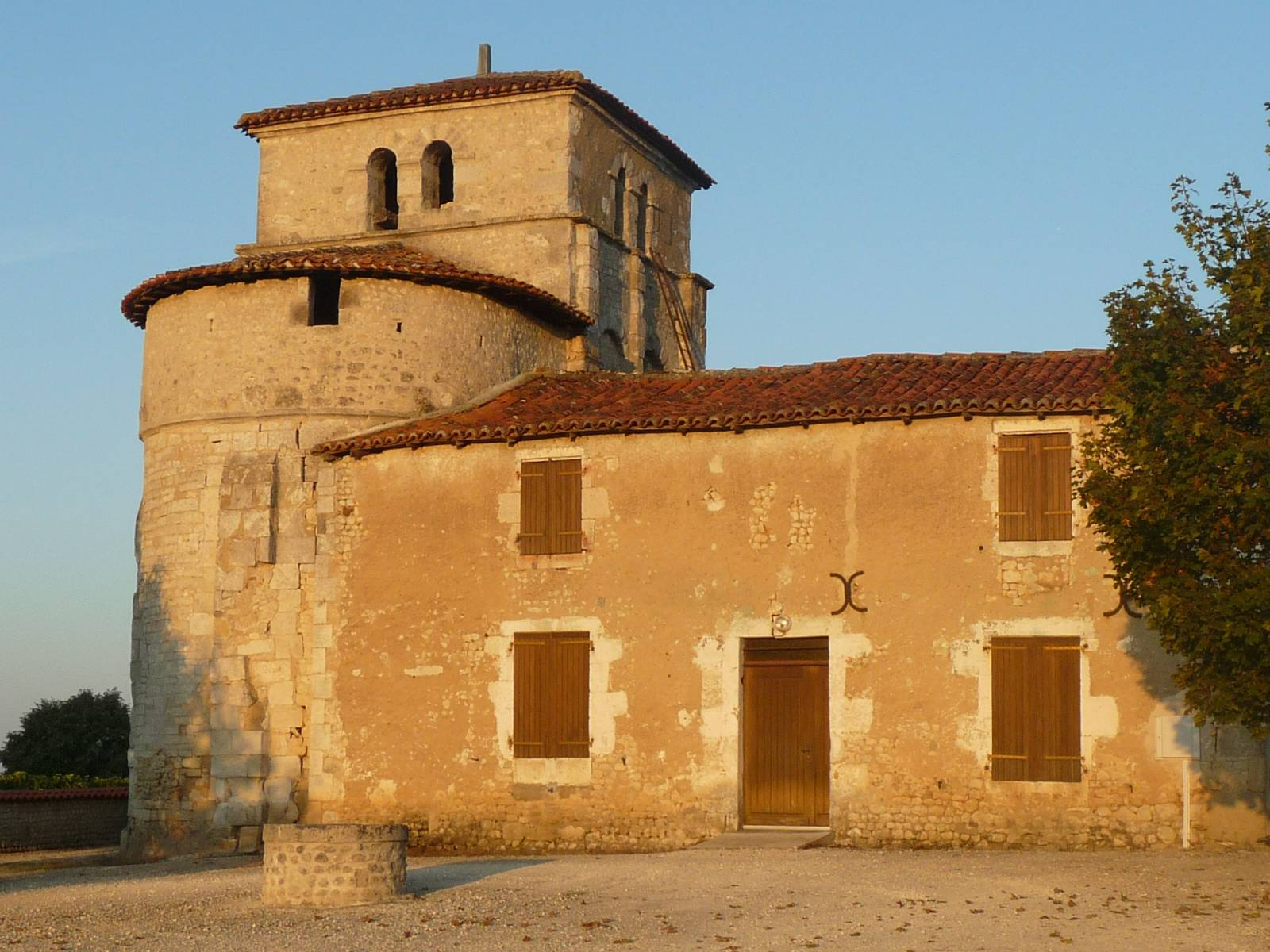
Le chevet et le clocher.
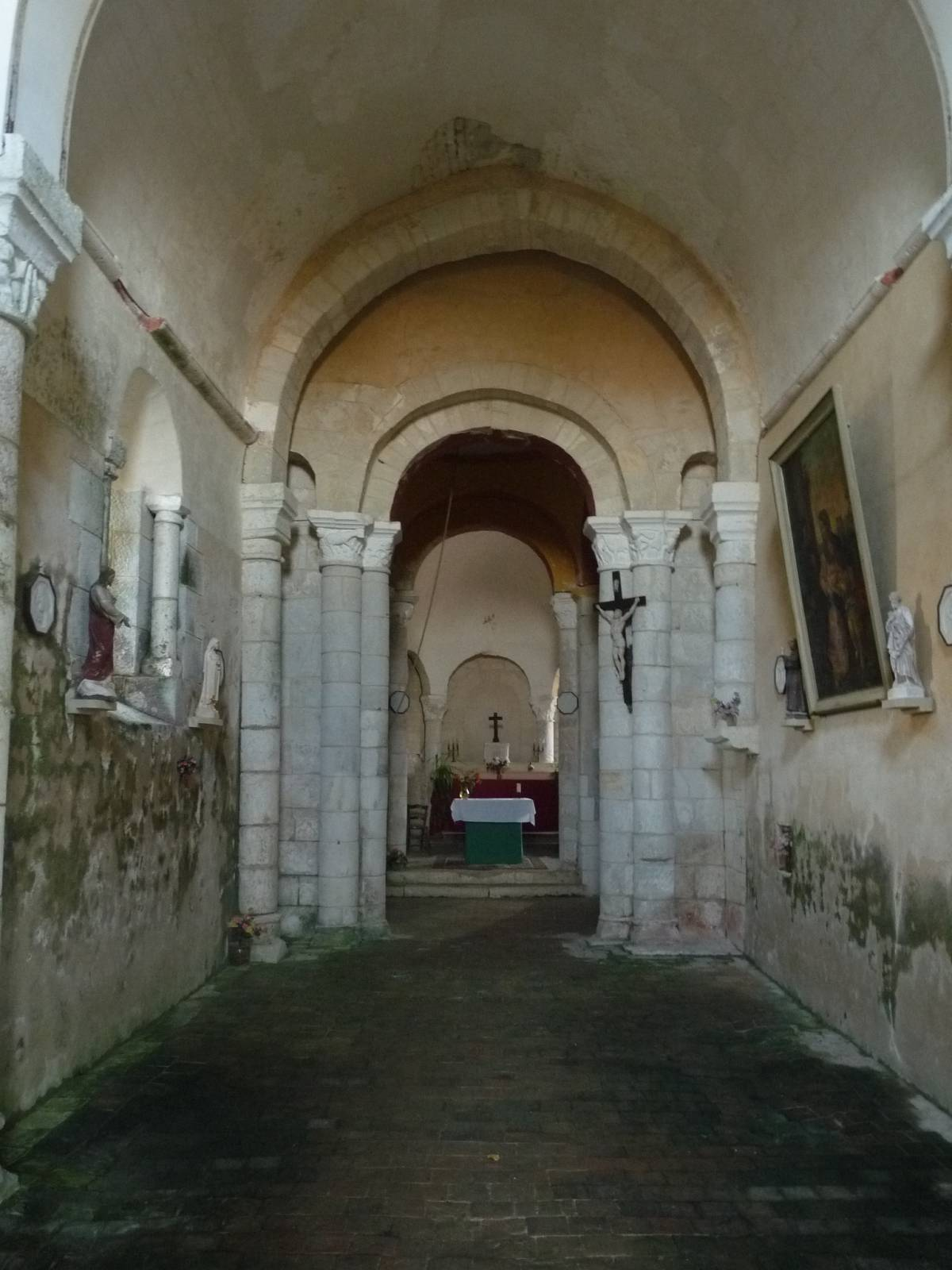
La nef et le chœur.